# Comisión Nacional para la Protección y Defensa de los Usuarios de Servicios Financieros
La Comisión Nacional para la Protección y Defensa de los Usuarios de Servicios Financieros (CONDUSEF) es un organismo descentralizado del gobierno mexicano sectorizado a la Secretaría de Hacienda y Crédito Público que funciona como defensora de los usuarios de cualquier tipo de servicios financieros. Comenzó a operar el 19 de abril de 1999, luego de la expedición de la Ley de Protección y Defensa al Usuario de Servicios Financieros.
Se atiende a clientes de instituciones financieras, tales como:
- Bancos
- Casas de Bolsa
- Centros Cambiarios
- Sofomes / Sofoles
- Aseguradoras
- Afores

## Presidentes
A continuación se presentan los Presidentes de Condusef desde su inicio de operaciones, en abril de 1999:
| Presidente                | Periodo            |
| ------------------------- | ------------------ |
| Ángel Aceves Saucedo      | 1999 - 2003        |
| Óscar Levín Coppel        | 2003 - 2006        |
| Luis Pazos de la Torre    | 2006 - 2012        |
| Mario di Costanzo Armenta | 2013 - 2018        |
| Óscar Rosado Jiménez      | 2018 - En el cargo |